# The Robonic Stooges
The Robonic Stooges (br: Os Robôbos) é uma série de desenho animado americana desenvolvido por Norman Maurer e produzido pela Hanna-Barbera Productions de 10 de setembro de 1977 a 18 de março de 1978, na CBS e contendo dois segmentos, Os Robôbos e Clue Club.

## Personagens
Os Robôbos são Moe, Larry e Curly, os Três Patetas, numa versão biônica. Eles são agentes secretos que lutam contra o crime com seus poderes especiais biônicos. Entram em contato com o chefe, o Agente 000 através de uma filmadora que sai do peito deles.

## Episódios[2]
nomes originais (em inglês)
1. Invasion of the Incredible Giant Chicken - O Professor Cluck inventou uma fórmula de super-crescimento que ele usa em algumas galinhas e planeja dominar o mundo.
2. Dimwits and Dinosaurs - A máquina do tempo do Dr. Hansenfoot's foi roubada por um criminoso que a usa para cometer crimes e fugir para a Pré-História.
3. Fish and Drips - Shark Yo Yo descongelou um polvo gigante, ao qual ele usa para roubar navios.
4. Have Saucer Will Travel - Os Blobobianos chegaram à Terra e capturaram os Robôbos para determinar se há vida inteligente aqui.
5. I Want My Mummy - Uma múmia com talento musical roubou a coroa do Rei Tut-Tut.
6. The Great Brain Drain - O Dr. Crackula roubou o cérebro do homem mais inteligente do mundo e captura Curly para por este cérebro nele.
7. Flea Fi Fo Fum - Ludwig Lillyput usa uma ormula miniaturizante para encolher nações como parte de uma vingança aos que ridicularizaram suas ideias.
8. Frozen Feud - Klondike Mike e o Pé Grande estão rouvando petróleo no Alasca a fim de vender e se tornar o homem mais rico do mundo.
9. Mother Goose on the Loose - A Mamãe Ganso desaparece e os Robôbos vão atrás dela.
10. Curly of the Apes - Dois ladrões andam roubando alguns elefantes.
11. Don't Fuel with a Fool - Professor Octane criou uma super gasolina, mas não a usa desde o último ac. Ele foi sequestrado e os Robôbos vão procurá-lo.
12. The Eenie Meanie Genie - Os Robôbos libertam um gênio do mal.
13. On Your Knees, Hercules - Na Grécia antiga, Aquiles usa uma poção especial para controlar Hércules a fim de se tornar rei da Grécia.
14. Rub A Dub Dub, Three Nuts in a Sub - Um homem-peixe de Atlântida roubou um submarino para colocá-lo em sua coleção.
15. There's No Joy In An Evil Toy - Andam roubando lojas de brinquedo a fim de forçar as pessoas a comprar estes mesmos brinquedos roubados.
16. Three Little Pigheads - Um técnico e seu time usam ombreiras especiais a fim de ganhar o campeonato.
17. Bye Bye Blackbeard - O Barba Negra está roubando alguns navios.
18. The Silliest Show on Earth - Os fantásticos Irmãos Bongo estão sequestrando pessoas de circo que os demitiram.
19. Mutiny on the Mountie - Após ser demitido, um funcionário faz de tudo para difamar o ex-patrão.
20. Woo Woo Wolfman - Em vingança aos camponeses de sua vila, o Conde von Crankenstein planeja transformar todos em lobisomens. Infelizmente, um acidente acontece e eles viram  poodlesomem.
21. Burgle Gurgle - Professor Hate está roubando milionários e seus iates.
22. Schoolhouse Mouse - Mouse Louse usa a sua Hipno-Harpa para controlar alguns estudantes.
23. Rip Van Wrinkles - Enquanto fazia um bolo para o Moe, Curly faz confusão com o fermento. Isso os faz dormir até 2070 e devem enfrentar um novo vilão.
24. The Three Nutsketeers - Na França do Século 17, os Robôbos auxiliam os Três Mosqueteiros.
25. Pest World Ain't the Best World - Um vilão toma um parque de diversões do Velho Oeste.
26. Superkong - Gorilas são roubados para cometerem crimes.
27. Dr. Jekyll and Hide Curly - Em São Francisco, na virada do século, os Robôbos enfrentam o Dr. Jekyll Hyde.
28. Three Stooges and the Seven Dwarfs -  Sátira à Branca de Neve.
29. Blooperman - Blooperman exige mil dólares por hora do Agente Triplo Zero.
30. Jerk in the Beanstalk - Curly acidentalmente usa um fertilizante super concentrado que gera um pé de feijão gigante.
31. Star Flaws - No ano 3001 Galacto tenta conquistar o mundo.
32. Stooges, You're Fired - O Agente Triplo Um (superior ao Triplo Zero) demite os Robôbos, e depois pensa o que fazer com eles.

## Dubladores

### Nos Estados Unidos
- Moe: Paul Winchell
- Larry: Joe Baker
- Curly: Frank Welker
- o chefão Triplo Zero: Ross Martin

### No Brasil
- Moe: Guálter França
- Larry: Ionei Silva e João Jaci
- Curly: Orlando Prado
- o chefão Triplo Zero: Mílton Luís